# Alfons Spiessens
Alfons Spiessens (Boom, 23 de dezembro de 1888 - Ukkel, 21 de maio de 1956) foi um ciclista profissional da Bélgica.

## Participações no Tour de France
- 1912 : 10º colocado na classificação geral
- 1913 : 6º colocado na classificação geral
- 1914 : 7º colocado na classificação geral
- 1919 : abandonou na 1ª etapa